# Mount Saint Elias
Mount Saint Elias (česky hora svatého Eliáše) je druhá nejvyšší hora jak ve Spojených státech amerických, tak i v Kanadě. To je dáno její polohou na hranici obou států - konkrétně Aljašky a Yukonu. V USA je vyšší jen Denali (nejvyšší hora celé Severní Ameriky), v Kanadě je vyšší pouze Mount Logan. Americká strana hory se nachází v Národním parku Wrangell-St. Elias, zatímco kanadská strana je součástí Národního parku Kluane. Ten leží o 40 km jihozápadně od již zmiňovaného Mount Logan, nejvyšší hory Kanady.

## Geografie
Mount Saint Elias se zvedá na pouhých 16 km z vod fjordu Taan Fjord nedaleko Icy Bay do výšky 5489 m a převyšuje ho tak o téměř 5000 m. Toto dává vrcholu nesmírnou vertikální mohutnost, srovnatelnou s Denali (Mount McKinley) nebo s vrcholy v Himálaji. Je zde největší samostatný, jednolitý ledovec na Aljašce, nazvaný Malaspina. Ledovec má plochu přes 2500 km² a teče směrem k oceánu do něhož se vlévá. Mount Saint Elias leží v území, kde se zvedá a roste země nejrychleji na světě. Ročně se zvedá o 4 cm, což je rychleji než nehty na lidských prstech. V průměru jsou zde tři zemětřesení denně. V roce 1899 dokonce jedno zemětřesení zvýšilo zemi o více než 10 m během necelých dvou minut.

## Názvosloví
Jméno hory v jazyce Tlingit je Yaas'eit'aa Shaa, znamenající „hora za Icy Bay“ a občas je nazývána Shaa Tléin v překladu něco jako „Velká hora“.

## Historie
Horu jako první Evropan spatřil 16. července 1741 dánský průzkumník a badatel Vitus Bering s pár svými pomocníky. Někteří dějepisci hovoří o tom, že hora byla pojmenována právě Beringem, jiní zase věří, že topografové v 18. století pojmenovali vrchol po mysu Cape Saint Elias.

## Horolezectví
Mount Saint Elias byla poprvé vylezena 31. července 1897 expedicí vedenou slavným cestovatelem Luigi Amadeo di Savoia, vévodou savojským, (který také jako první zkoumal standardní cestu Abruzziho hřebenem na K2) spolu s horským fotografem Vittorio Sellou.
Druhý výstup se podařil až roku 1946, kdy skupina z horského klubu Harvard Mountaineering Club v sestavě Molenaar, jeho bratr Cornelius, Andrew a Betty Kauffmanovi, Maynard Miller, William Latady, a Benjamín Ferri (tato expedice byla na svou dobu neobvyklá pro účast ženy), lezla na vrchol jihozápadním hřebenem. William Putnam, který byla také členem expedice na vrchol nevylezl. Horolezci postavili celkem 11 táborů. Vystupovali na horu od Icy Bay.
I dnes je Mount Saint Elias velmi zřídka lezenou horou. Díky své poloze takřka na břehu oceánu jsou většinou na ní a v okolí velmi špatné povětrnostní podmínky, ztěžující výstup.

## Dostupnost
Mount Saint Elias je zcela odlehlá hora. K hoře se lze dostat pouze leteckou dopravou. Letadla či vrtulníky vybavené lyžemi mají základny v Haines Junction, Silver City a Burwash Landing v Yukonu a v Yakutatu a Chitina River na Aljašce.